# رافاييل روكي
رافاييل روكي (بالإنجليزية: Rafael Roque)‏ هو لاعب كرة قاعدة دومينيكاوي، ولد في 1972 في كوتويي في جمهورية الدومينيكان.

## وصلات خارجية
- رافاييل روكي على موقعبيزبول رفرنس.كوم (الدوري الرئيسي) (الإنجليزية)
- رافاييل روكي على موقعبيزبول رفرنس.كوم (الدوري الثانوي) (الإنجليزية)